# Чудин, Михаил Алексеевич
Михаил Алексеевич Чудин (1777 — 15.1.1813) — русский оперный певец (бас), артист Петербургской Императорской оперы.
Получил лишь первоначальное общее образование, в 1794 г. поступил наемным писцом в Провиантскую Экспедицию Государственной Военной Коллегии; был зачислен туда в штат только в 1798 г., а 30-го сентября 1798 г. получил чин коллежского регистратора с исполнением должности актуариуса и время от времени секретаря. Михаил Алексеевич Чудин продвигался по службе, но усердно деланную карьеру сгубила страсть к зарождавшемуся в России театральному искусству. В результате он бросил спокойную чиновную работу и пошёл наниматься в театр. Был принят в Петербургскую императорскую оперную труппу 1 июля 1803 г. на амплуа второго баса-буффо. Работал на сцене Петербургского Каменноостровского театра, где исполнял вторичные басовые партии в нескольких оперных представлениях, во многих из которых стал первым исполнителем; современная критика лучшим его исполнением назвала партию Соловья-Разбойника в опере Кавоса «Илья Муромец» — эта постановка пользовалась в Петербурге немалым успехом. Критика не слишком жаловала певца, хотя и отмечала положительные качества его творчества и работу над ролями: «Не отличаясь хорошим голосом и будучи посредственным певцом, он исполнял в большинстве случаев второстепенные партии, но это не мешало ему пользоваться расположением публики, ценившей в нем одного из наиболее даровитых среди тогдашнего состава оперы актеров: каждая самая незначительная роль получала в его руках цельную и характерную физиономию».
Певец неоднократно делал попытки вырваться из амплуа второстепенного артиста, однако попытки его были обречены — выше второстепенных ролей он так и не смог подняться. В результате 25 октября 1810 г. он заявил о нежелании продолжать дальше службу при дирекции и просил уволить его «для определения к другим делам». 25 апреля 1811 г. прошение было удовлетворено, и он уволился из императорской труппы.
Он стал работать в частных провинциальных театрах, но особого успеха не добился и там и совсем бросил музыкальную карьеру.
Скончался 15 января 1813 г.
Оперные партии:
- 1804 — «Днепровская русалка» Ф. Кауэра — Остан (впервые на русской сцене)
- 1805 — «Леста, днепровская русалка» С. И. Давыдова — Остан (первый исполнитель)
- 1805 — «Ям» А. Титова — Архип (первый исполнитель)
- 1807 — «Русалка» С. И. Давыдова или К. Кавоса[3] — Привидение (первый исполнитель)
- 1808 — «Посиделки, следствие Яма» А. Титова на текст Я.Княжнина — Парамон (первый исполнитель)
- 1808 — «Три брата горбуны» К. Кавоса — Загук (первый исполнитель)
- 1809 — «Девичник, или Филаткина свадьба» А. Титова на текст Я.Княжнина — Архип (первый исполнитель)
- «Илья Муромец» Кавоса — Соловей-Разбойник